# B6-vitamin

Piridoxin

Piridoxál-foszfát

A B6-vitamin egy vízben oldódó vitamin. Aktív formája a piridoxál-foszfát (PLP), mely az aminosavanyagcsere számos reakciójában kofaktorként vesz részt. Ezek közé a reakciók közé tartozik egymásba történő átalakítása és a karbonsavak lebontása. A PLP fontos szerepet játszik a glükóznak a glikogénből való kinyerésében is.

## Története
A B6-vitamin olyan vitamin, melyet az 1930-as években a patkányok táplálkozásának tanulmányozásakor fedeztek fel. Hogy a nevében is jelezzék a piridinhez hasonló felépítését, piridoxinnak nevezték el. Később kimutatták, hogy a B6-vitamin még két másik, teljesen eltérő kémiai alakban is létezik. Ezeket piridoxálnak és piridoxaminnak nevezték el. A B6-vitamin mindhárom kémiai alakja a piridoxál-5-foszfát működéséhez szükséges, ezen folyamatokat előre jelző anyag. A PLP az emberi szervezetben fontos szerepet játszó enzimek működéséhez elengedhetetlen kofaktor szerepét tölti be.
A PLP meglététől függ számos enzim működése, melyek egy sor – leginkább az aminosavakat is érintő – kémiai folyamatban vesznek részt. Az aminosavakkal kapcsolatba hozható, a PLP jelenlététől függően működő enzimek által létrehozott reakciók közé tartozik az aminocsoportba tartozó anyagok szállítása, a karbonsavak lebontása, valamint a béta- és gamma anyagok eltávolítása. Ez a sokoldalúság abból adódik, hogy a PLP képes kovalens kötést létrehozni, s így katalizátorként képes működni, melynek következtében számos széntartalmú anyag közti reakció közbenső elemét képes stabilizálni. 
Az Enzyme Commission (Enzim Bizottság) több mint 140 olyan reakciót gyűjtött össze, melyek nem játszódnak le a PLP jelenléte nélkül. Ez az összes besorolt reakció 4%-a.
A premenstruációs szindrómával, a premenstruációs diszfóriás rendellenesség (PMDD) és a klinikai depresszióval kapcsolatban kifejtett hatásossága kétséges.

## Fajtái
A vitaminnak hét fajtája ismert. Ezek: 
- piridoxin (PN). Ezt használják a B6-vitamin pótlására.
- piridoxin-5'-foszfát (PNP).
- piridoxál (PL).
- piridoxál-5'-foszfát (PLP). A PLP az emésztéskor létrejövő aktív változat.
- piridoxamin (PM).
- piridoxamin-5'-foszfát (PMP).
- 4-piridoxinsav (PA). A PA a vizelettel együtt távozik a szervezetből.

A PA kivételével az összes között lehetséges átalakítás.

## Funkciói
A piridoxál-foszfát, a B6-vitamin emésztéssel előállítható formája nagy szerepet játszik a tápanyag-feldolgozásban, az ingerületátvivő rendszerben, a hisztagén és a hemoglobin előállításában, az utóbbi működésében és a génekben tárolt parancsok kibontásában, értelmezésében. A piridoxál-foszfor számos reakcióban koenzimnként vesz részt, segít a karbonsavak lebontásában, az aminosavak átalakításában, egyes anyagok eltüntetésében, átalakításában és a béta-csoportok közti egymásba átalakító reakciókban.

### Aminosav-anyagcsere
A piridoxál-foszfát (PLP) az aminosavak közti átalakításban szereppel bíró kofaktor. A PLP ezen felül két olyan enzim nélkülözhetetlen összegtevője, mely a metionint két lépésben ciszteinné alakítja. Ha alacsony a B6-vitamin aránya, akkor ezek a tevékenységek mértéke lecsökken. Szintén nélkülözhetetlen kofaktor a szelenometioninnak szelenohomociszteinné, majd hidrogén-szeleniddé alakításában. Szintén kell a B6-vitamin, hogy triptofánból létrejöjjön a niacin. Ha alacsony a vitaminszint, akkor ez a reakció megsérül. A PLP az aminosavakból elvonja a karbonsavakat, s így hoz létre belőlük fiziológiailag aktív aminokat. Néhány nevezetesebb példa erre a hisztadin–hisztamin, a triptofán–szerotonin, a glutamát–GABA és a dihidroxifenilalanin–dopamin átalakítás.

### Glükogenezis
A B6-vitamin a glükogenezisben is szerepet játszik. A piridoxál-foszfát katalizálja a transzaminációs reakciókat, mely létrehozza a glükogenezis lejátszódásához nélkülözhetetlen aminosavakat. A glikogén-foszforiláz létrehozásához is nélkülözhetetlen koenzim a B6-vitamin. Ez az enzim szükséges a glukogenolízis lejátszódásához.

### Lipidek metabolizmusa
A B6-vitamin a szfingolipid létrehozásáért felelős enzimek nélkülözhetetlen összetevője. Lényegében a ceramid előállításához kell PLP. Ebben a folyamatban a szerinből kinyerik a karbonos részeket, majd palmitoil-CoA-val kombinálva szfinganint állítanak elő, ami a zsíros CoA acillal vegyülve dihdiroceramidet állít elő. A dihidroceramidet telítik, s így jön létre a ceranid. Mindezen felül mivel a szfingozin-1-foszfát lebontásáért felelős szfingozin-1-foszfát liáz enzim működése szintén a B6-vitamintól függ, ezért ennek az anyagnak a jelenlétéhez is nélkülözhetetlen a vitamin.

## Napi beviteli mennyiség
| Életkor                                      | RDA                | UL          |
| -------------------------------------------- | ------------------ | ----------- |
| Csecsemők 0-6 hónap 7-12 hónap               | (mg/nap) 0,1* 0,3* | (mg/nap) ND |
| Gyermekek 1-3 év 4-8 év                      | 0,5 0,6            | 30 40       |
| Férfiak 9-13 év 14-18 év 19-50 év 50- >70 év | 1,0 1,3 1,7        | 60 80 100   |
| Nők 9-13 év 13-18 év 19-50 év 50- >70 év     | 1,0 1,2 1,3 1,5    | 60 80 100   |
| Terhesség <18 év 19-50 év                    | 1,9                | 80 100      |
| Szoptatás <18 év 19-50 év                    | 2,0                | 80 100      |

Az Institute of Medicine megjegyzi, hogy „nem mutat semmi jel sem arra, hogy az étellel bevitt B6-vitaminnak káros hatása lenne. Ez nem azt jelenti, hogy a magas vitaminbevitelnek ne lehetnének káros következményei. Mivel korlátozottak a B6-vitaminnal kapcsolatos negatív következményeket leíró esetek, még elővigyázattal kell ezt is fogyasztani. A kiegészítő formák túlzott bevitele a periferikus idegeket károsíthatja”.

## Forrásai
A B6-vitamin az ételekben nagyon gyakran előfordul. Mind szabad, mind kötött állapotban lehet vele találkozni. Jó forrásnak tekinthetőek a húsok, az összes gabonatermék, növények és olajos magvak. A főzés, tartósítás és feldolgozás során akár a vitamintartalom 50%-a is elveszhet. Ez az arány attól függ, milyen fajtája van benn az ételben. Mivel a növények piridoxint tartalmaznak, mely sokkal ellenállóbb, mint az állati eredetű ételekben fellelhető piridoxál és piridoxin, ezért kevesebb vitamin veszik el belőlük a feldolgozás során. Például a tej vitamintartalmának 30–70%-a elveszik a feldolgozás során.